# أوناين
أوناين هي جماعة قروية بإقليم تارودانت بجهة سوس ماسة في المغرب، وهي تابعة إدارياً لقيادة تافنكولت بدائرة أولاد برحيل، وهي تضم 7850 نسمة.

## دواوير الجماعة
- دوار أفلانوفرا
- دوار أكاديرن
- دوار تارگة نوفرا
- دوار إمي نتيسليت
- دوار تازوضة نوفلا
- دوار تازوضة نإزدار
- دوار إغرم نوفرا
- دوار أشدير ن أفرا
- دوار إزمران
- دوار زاويت
- دوار أفوريغ
- دوار دار إكوزولن
- دوار فوسكا
- دوار تاركة نتجميت
- دوار تورظة
- دوار ازازن
- دوار أكديم
- دوار تاكوشت
- دوار تيكيتش
- دوار تيزكي
- دوار تامسلومت
- دوار ايت سكري
- دوار أيت ياسين
- دوار تامتركة
- دوار أدوز
- دوار تاقورضمي
- دوار أيت إحيا
- دَار تامتمازر

- دوارتامضغوست

## السكان
حسب الإحصاء العام للسكان والسكنى لسنة 2014، يتحدث 99.4% من سكان الجماعة القروية لأوناين بتاشلحيت. وبلغت نسبة الإستقرار 96% حيث أن أغلب السكان يمتلكون منازلهم الخاصة.

## التعليم
قائمة المؤسسات التعليمية في جماعة أوناين:
- مجموعة مدارس المعتمد بن عباد (المركزية: تمتركة / الوحدات: أيت الميمون - تدروخت - أيت إحيا - امركن - تقورضمي)
- مجموعة مدارس أدوز (المركزية: أدوز / الوحدات: تنجمشت - افوريغ - تمضغوست)
- مجموعة مدارس سيدي أحماد أومالك (المركزية: ازمران / الوحدات: إغرم - إمي نتسليت - أفلا نوفرا - تكوشت - اكوديم)
- إعدادية أوناين

## النقل والطرق
يُمكن الوصول لمركز جماعة أوناين عبر طريق معبدة، بعد الخروج من الطريق الوطنية رقم 10، انطلاقاً من سيدي واعزيز.

## الرياضة
نادي شباب اونلاين هو نادي هاوي يلعب فيه اطفال و شباب امازيغ محرومون من ديور شباب 